# Galeaninae
Galeaninae Panero & B.G.Baldwin, 2007 è una sottotribù di piante spermatofite dicotiledoni appartenenti alla famiglia Asteraceae (sottofamiglia Asteroideae, tribù Perityleae).

## Etimologia
Il nome scientifico di questa sottotribù deriva dal suo genere Galeana  La Llave & Lex., 1824 , ed è stato definito per la prima volta dai botanici contemporanei José L. Panero (1959-) e Bruce Gregg Baldwin (1957-) nella pubblicazione "Families and Genera of Vascular Plants. Berlin; New York - 8: 508. 2007" nel 2007.

## Descrizione
Le specie di questa sottotribù hanno un ciclo biologico annuale con un habitus erbaceo. Sono ricoperte da ghiandole erbacee.
Le foglie lungo il caule possono essere disposte sia in modo alternato che opposto.
Le infiorescenze sono composte da capolini radiati raggruppati in aperte cime panicolate.  I capolini sono formati da un involucro a forma da emisferico a ovoide composto da diverse squame (o brattee) disposte in modo embricato, al cui interno un ricettacolo fa da base ai fiori di due tipi: quelli esterni del raggio e quelli più interni del disco. Le squame hanno una consistenza erbacea, sono subuguali e sono carenate (a forma di barca). Il ricettacolo è nudo (senza pagliette).
Formula fiorale: per queste piante viene indicata la seguente formula fiorale:
* K 0/5, C (5), A (5), G (2), infero, achenio
I fiori sono tetraciclici (a cinque verticilli: calice – corolla – androceo – gineceo) e pentameri (ogni verticillo ha 5 elementi).  I fiori del raggio ligulati sono femminili. I fiori del disco sono pentameri, ermafroditi o funzionalmente maschili. Il calice è ridotto ad una coroncina di squame. Le corolle sono colorate di bianco crema o giallo.
L'androceo è formato da 5 stami con filamenti liberi e antere saldate in un manicotto circondante lo stilo.
Il gineceo ha un ovario uniloculare infero formato da due carpelli.. Lo stilo è unico e con due stigmi nella parte apicale.
I frutti sono degli acheni privi di pappo. La forma dell'achenio è trigona.

## Biologia
- Impollinazione: l'impollinazione avviene tramite insetti (impollinazione entomogama).
- Riproduzione: la fecondazione avviene fondamentalmente tramite l'impollinazione dei fiori (vedi sopra).
- Dispersione: i semi cadendo a terra sono successivamente dispersi soprattutto da insetti tipo formiche (disseminazione mirmecoria).

## Distribuzione e habitat
Le specie di questa sottotribù sono distribuite nel Messico e in America Centrale e America del Sud. Nella tabella sottostante è indicata la distribuzione specifica per ogni genere.

## Tassonomia
La famiglia di appartenenza della sottotribù (Asteraceae o Compositae, nomen conservandum) è la più numerosa del mondo vegetale e comprende oltre 23000 specie distribuite su 1535 generi (22750 specie e 1530 generi secondo altre fonti). La sottofamiglia (Asteroideae) è una delle 12 sottofamiglie nella quale è stata suddivisa la famiglia Asteraceae, mentre Perityleae è una delle 21 tribù della sottofamiglia. La tribù Perityleae a sua volta è suddivisa in 3 sottotribù (Galeaninae è una di queste).
La costituzione della sottotribù Galeaninae è molto recente (2007); tradizionalmente i due generi qui considerati erano descritti all'interno della sottotribù Hymenopappinae Rydb., 1914 (tribù Heliantheae).

Il numero cromosomico delle specie di questo gruppo è 2n = 18.

### Composizione della sottotribù
La sottotribù comprende 2 generi e 12 specie.

| Genere                        | N. specie | Distribuzione                        |
| ----------------------------- | --------- | ------------------------------------ |
| Galeana La Llave & Lex., 1824 | 2 sp.     | Messico e America Centrale           |
| Villanova Lag., 1816          | 10 spp.   | Messico e America Centrale e del Sud |

### Chiave per i generi
Per meglio comprendere ed individuare i vari generi della sottotribù l'elenco seguente utilizza il sistema delle chiavi analitiche:

- Gruppo A: gli acheni dei fiori del raggio hanno delle ali di sughero;

genere Galeana.
- Gruppo B: gli acheni dei fiori del raggio sono privi di ali;

genere Villanova.